# Erik Spoelstra
Erik Jon Spoelstra (* 1. November 1970 in Evanston, Illinois) ist ein amerikanischer Basketballtrainer. Seit 2008 ist er Cheftrainer des NBA-Teams Miami Heat.

## Karriere

### Spieler
Nach dem Abschluss der High School im Jahr 1988 studierte Spoelstra an der University of Portland und spielte Basketball für die Universitätsmannschaft, die Portland Pirates. Für die Pirates stand er drei Jahre lang als Point Guard in der Startaufstellung.  In den ewigen Bestenlisten der Universität erspielte er sich in mehreren statistischen Kategorien einen Spitzenplatz: Er ist Dritter bei den Assists (488), auf dem geteilten dritten Platz bei den Dreipunktwürfen (156) und Sechster bei den Wurfquoten für Dreipunktewürfe (38,4 %) und Freiwürfe (82,4 %).
Nach dem College ging Spoelstra nach Deutschland und spielte zwei Jahre lang für den TuS Herten (Vorgängerverein der Ruhr Devils und der Hertener Löwen) in der 2. Bundesliga Nord. 

### Assistent
Seine aktive Karriere beendete Spoelstra 1995. Die Miami Heat verpflichteten ihn 1995 als Video-Koordinator, er wertete die Aufzeichnungen der Spiele aus und schnitt für den Cheftrainer Videomaterial zusammen. Zwei Jahre später wurde er als Assistenzcoach in den Trainerstab aufgenommen und 1999 erfolgte die Beförderung vom Videobeauftragten zum Scout. Wiederum zwei Jahre später stieg er zum Chefscout des Teams auf. 

### Cheftrainer

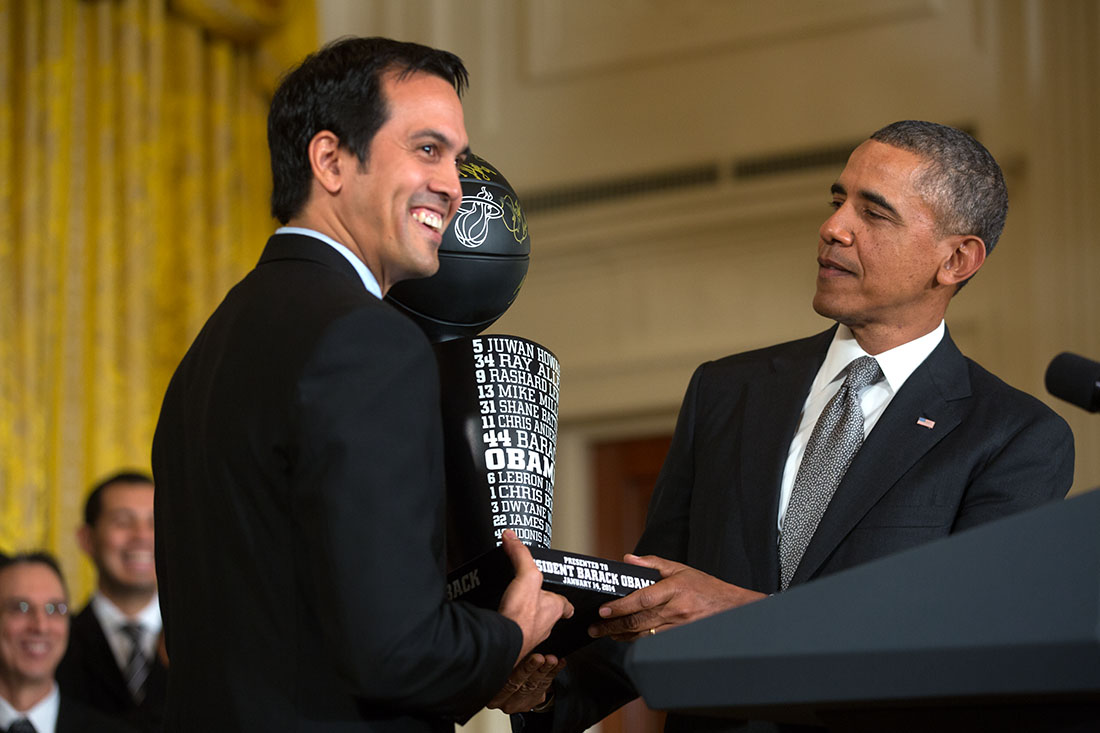
Spoelstra neben Barack Obama (2014)

Zum Cheftrainer wurde der erst 37-jährige Spoelstra im April 2008: Nach einer katastrophalen Saison mit einer Bilanz von 15 Siegen bei 67 Niederlagen trat Pat Riley als Chefcoach zurück, zog sich auf den Posten des General Managers zurück und bestimmte Assistenztrainer Spoelstra zu seinem Nachfolger.
In seiner ersten Saison als Chefcoach führte Spoelstra die Miami Heat mit einer Saisonbilanz von 43:39 in die Playoffs, wo das Team in der ersten Runde den Atlanta Hawks mit 3:4 unterlag. In der Saison 2009/10 gelang erneut der Einzug in die Playoffs, diesmal mit einer Saisonbilanz von 47:35. Gegen den späteren Vizemeister Boston Celtics schied das Team in der ersten Playoff-Runde mit 1:4 aus. 
In der folgenden Saison, der ersten mit Chris Bosh und LeBron James, die zusammen mit Dwyane Wade Miamis „Big Three“ bilden (ähnlich zu Bostons „Big Three“ Ray Allen, Kevin Garnett und Paul Pierce), konnte Spoelstras Team in die NBA Finals 2011 einziehen. Dort unterlagen die Heat den Dallas Mavericks mit 4:2. 2012 gelang seinem Team erneut der Einzug in die NBA Finals. Die Miami Heat gewannen die Serie 4:1 gegen die Oklahoma City Thunder und bescherten Spoelstra somit seine erste NBA-Meisterschaft als Cheftrainer. 
Im darauffolgenden Jahr führte Spoelstra sein Team zu einer Siegesserie von 27 Spielen hintereinander. Dies stellt die zweitlängste Siegesserie der NBA-Geschichte dar. Die NBA-Meisterschaft konnte durch einen 4:3-Sieg in den NBA Finals 2013 über die San Antonio Spurs erfolgreich verteidigt werden. 2014 gelang den Spurs im NBA-Finale die Revanche, womit Spoelstra das Finale verlor. Nachdem LeBron James die Heat im Sommer 2014 verlassen hatte, wurde 2015 die Playoffs erstmals nach Jahren verpasst. 
Am 16. Dezember 2017 holte Spoelstra seinen 455. Sieg als Cheftrainer der Heat und überholte Riley für die meisten Siege in der Franchise-Geschichte, als sie die Los Angeles Clippers mit 90:85 besiegten. Zum krönenden Abschluss der Saison 2016–17 wurde Spoelstra zum NBCA-Co-Trainer des Jahres ernannt, nachdem er die Heat in den letzten 41 Spielen der Saison zu einem Rekord von 30 Siegen geführt hatte.
Während der Saison 2019–20 trainierte Spoelstra die Heat bis zum NBA-Finale 2020, bevor er den Los Angeles Lakers mit 2:4 unterlag.
Am 28. April 2021 errang Spoelstra seinen 600. Sieg als Cheftrainer der Heat und wurde außerdem der sechste Cheftrainer in der NBA-Geschichte, der 600 Spiele mit einer Mannschaft gewann.
Am 6. Februar 2022 wurde Spoelstra zum Cheftrainer der Eastern Conference für das NBA All-Star Game 2022 ernannt. 
Am 13. März 2023 gewann Spoelstra sein 697. Spiel, womit er auf Platz 20 der ewigen Siegesliste unter den NBA-Cheftrainern steht.  Er übertraf Red Holzman und steht derzeit auf der Liste hinter John MacLeod.
Während der Saison 2022–23 trainierte Spoelstra die Heat bis zum NBA-Finale 2023, seinem sechsten Auftritt als Cheftrainer, verlor die Serie jedoch in fünf Spielen gegen die Denver Nuggets.

## Persönliches
Spoelstra, Sohn eines niederländisch-irischen Vaters und einer philippinischen Mutter, wuchs in Portland (Oregon) auf. Sein Vater Jon Spoelstra arbeitete als General Manager für die Portland Trail Blazers, Denver Nuggets, Buffalo Braves und die New Jersey Nets. 